# Staatliche Realschule Kitzingen
Die Staatliche Realschule Kitzingen ist eine 1969 gegründete Realschule in der unterfränkischen Stadt Kitzingen. Sie trug von 1981 bis 2015 den Namen Richard-Rother-Realschule.

## Geschichte
Die Schule in Kitzingen geht indirekt auf Bemühungen der Stadt Dettelbach zurück. Bereits im Jahr 1964 stellte die Stadt den Antrag auf Errichtung einer koedukativen „Staatlichen Mittelschule für Knaben und Mädchen“, der allerdings von der Regierung von Unterfranken abgelehnt wurde. Ein Jahr später kam Bewegung in die Angelegenheit, als der Kreistag Kitzingen zusagte, die Trägerschaft zu übernehmen. In der Folge schlossen sich die Verantwortlichen in Dettelbach und der Stadt Kitzingen zusammen. In der kreisfreien Stadt sollte ebenfalls eine Realschule entstehen. In der Folge gründete sich eine Interessengemeinschaft. Der Kreistag plante zunächst, den Unterricht in beiden Schulen mit dem Schuljahr 1966/1967 zu beginnen.
Die Staatliche Realschule Kitzingen wurde allerdings erst am 11. September 1969 gegründet. Damals bezogen 131 Schüler und Schülerinnen die evangelische Schule am Rande der Altstadt, die gleichzeitig eröffnete Schule in Dettelbach wurde zunächst ein Jahr lang als Filiale von Kitzingen geführt. Allerdings war bereits zu Beginn ein Neubau in der Kanzler-Stürtzel-Straße südlich der Kitzinger Altstadt geplant. Dieser wurde im Schuljahr 1972/1973 im Schulzentrum am Mühlberg eingeweiht. Am 31. Dezember 1972 ging die Sachträgerschaft von der Stadt Kitzingen im Zuge der Gebietsreform an den Landkreis Kitzingen über. Das Schulgelände wurde im Jahr 1980 um eine Turnhalle erweitert.
Ab dem 23. November 1981 trug die Schule den Namen des bildenden Künstlers Richard Rother. Zum Ende des Jahres 2015 erfolgte die Umbenennung der damaligen Richard-Rother-Realschule wegen der ideologischen Nähe zum Nationalsozialismus, welche die Arbeiten des insbesondere als Stecher und Bildhauer bekannt gewordenen Rother teilweise prägt. Von 2004 bis 2006 entstand in der Glauberstraße ein Schulhausneubau des Volkacher Architekten Steffen Röschert. Er konnte mit Beginn des Schuljahrs 2006/2007 bezogen werden.

## Schulprofil
Als Offene Ganztagsschule bietet sie alle vier bayerischen Wahlpflichtfächergruppen an:
- Wahlpflichtfächergruppe I (Jahrgangsstufen 5–10, voll ausgebaut): Schwerpunkte: Mathematik, Physik, Chemie, Informatik
- Wahlpflichtfächergruppe II (Jahrgangsstufen 5–10, voll ausgebaut): Schwerpunkte: Betriebswirtschaftslehre/Rechnungswesen sowie Wirtschafts- und Rechtslehre
- Wahlpflichtfächergruppe IIIa (Jahrgangsstufen 5–10, voll ausgebaut): Schwerpunkte: Französisch und Betriebswirtschaftslehre/Rechnungswesen
- Wahlpflichtfächergruppe IIIb (Jahrgangsstufen 5–10, voll ausgebaut): Schwerpunkte: Werken und Technisches Zeichen